# Vinea

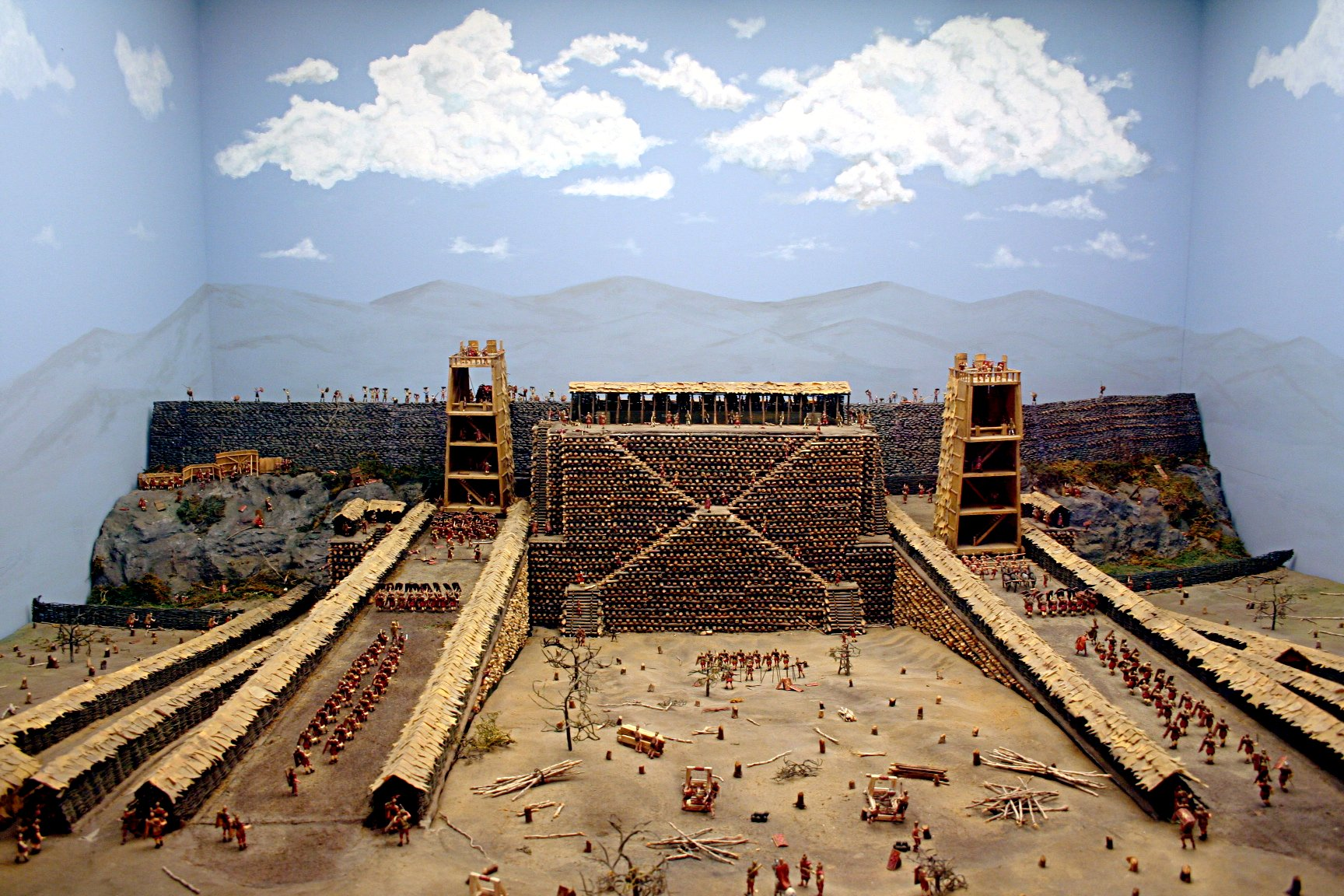
Sono ben visibili in questa ricostruzione dell'assedio di Avarico le vinea, poste una dietro l'altra a formare lunghe gallerie fin sotto le mura della città assediata.

La Vinea o Vigna era un mezzo di assedio che, come ci racconta Vegezio, consisteva in una tettoia mobile alta circa 7 piedi, larga 8 piedi e lunga 16 (2,1 x 2,4 x 4,8 metri), riparata sui lati da vimini. Se ne potevano unire numerose in modo da formare un corridoio protetto e coperto per proteggere i soldati che si avvicinavano alle mura. Il punto debole era il pericolo di incendio quando gli assediati buttavano giù dalle loro mura materiale incendiabile. Per ovviare in parte a questi inconvenienti spesso si coprivano le vigne con pelli o coperte bagnate. Alla base poi avevano dei pali appuntiti per poterli fissare al terreno e consentire a chi li trasporta di riposarsi.

## Storia
Di queste opere ci racconta sia Tito Livio durante l'assedio di Sagunto del 219 a.C. ad opera dei Cartaginesi, quando Annibale fu costretto ad utilizzarle per proteggere i suoi soldati dai continui lanci degli assediati ed avvicinare alle mura un nuovo ariete. Oppure sappiamo di loro durante l'assedio di Avarico del 52 a.C., quando le armate romane di Gaio Giulio Cesare riuscirono a battere quelle della popolazione gallica degli Biturigi. Anche Sallustio racconta dell'uso delle vigne nelle guerre giugurtine, durante i vari assedi che i romani affrontarono in questa guerra.